# Pseudocephalus monstrosus
Pseudocephalus monstrosus é uma espécie de cerambicídeo da tribo Pseudocephalini, com distribuição restrita ao Chile.

## Distribuição
A espécie tem distribuição restrita ao Chile.